# Zoë Porphyrogenita
Zoë (grekiska Ζωή, "liv") med tillnamnet "Porphyrogenita", grekiska Ζωή η Πορφυρογέννητη, född 978 i Konstantinopel, död i juni 1050 i Konstantinopel, var en regerande kejsarinna av bysantinska riket med medregenter från 15 november 1028 till juni 1050, och regent från 19 april till 11 juni 1042.

## Biografi

### Tidigt liv
Zoë var en av de få bysantinska kejsarinnorna som föddes kejserlig, alltså som ett legitimt barn till en regent, därav tillnamnet "Porphyrogenita" (den purpurfödda). Hon var dotter till Konstantin VIII som hade blivit medregent 976 och ensam regent 1025, och hans hustru Helena. Konstantin regerade i verkligheten bara i tre år, mellan 15 december 1025 och 15 december 1028. 

### Kejsarinna
Innan Konstantin dog, hade han den 12 november 1028 arrangerat ett äktenskap mellan Zoë och sin utvalde efterträdare Romanos III Argyros, epark av Konstantinopel, i hopp om att Romanus skulle hjälpa dottern med att styra riket. Romanus visade sig vara en otrogen make och en ineffektiv regent. Han påträffades mördad i ett bad år 1034. Zoë gifte omedelbart om sig. Hennes andre make blev Mikael IV Paflagoniern, som också blev hennes medregent och styrde till sin död 1041.
Hennes nästa medregent blev adoptivsonen Mikael V Kalfatraren, brorson till hennes andre make, vars korta regeringstid varade endast till det kommande året. Under två månader år 1042, delade Zoë styret med sin syster Theodora. 
Hon gifte sig sedan en tredje gång, det sista äktenskap hon hade tillstånd till enligt ortodoxa kyrkans regler. Hennes val föll på Konstantin IX som regerade 1042–1055 och överlevde henne med drygt fyra år. Han var i hemlighet gift med Maria Skleraina, som officiellt mätress och som Zoë kom överens med. 
Zoë avled 1050.